# Petriquiz
Petriquiz es un despoblado que actualmente forma parte de los concejos de Arcaute y Ascarza, situados en el municipio de Vitoria, en la provincia de Álava, País Vasco (España).

## Toponimia
A lo largo de los siglos ha sido conocido con los nombres de Beniquez, Berriquiz, Betrikiz, Betriquez, Betriquiz, Petriquez, Petriquis y Vetriguez.

## Historia
Documentado desde 1025 (Reja de San Millán), fue una de las 43 aldeas que en 1332 fueron agregadas a Vitoria por Alfonso XI de Castilla, y para 1730 estaba despoblado.
Aparece descrito en el séptimo volumen del Diccionario geográfico-estadístico de España y Portugal de Sebastián Miñano de la siguiente manera:

PETRIQUIZ, Desp. de España, prov. de Alava, hermandad de Vitoria. En lo antiguo se llamó Betriquz y Betriguez. Está situado hacia el O. y confinante del lugar de Arcaute. Se hace mencion del antiguo pueb. en el catálogo de los que de esta prov. se formó en el siglo XI, y existe en el archivo de San Millan, y se cuenta á Betrihiz en la merindad de Harhazua. Era uno de los 43 pueblos que se agregaron á Vitoria por Don Alonso XI, en el año de 1332. Pertenece su jurisdicción á la mencionada ciudad, la cual tiene amojonados sus campos donde se conserva una ermita, memoria única del antiguo pueblo.
(Miñano, 1827, p. 3)

También se menciona en el duodécimo tomo del Diccionario geográfico-estadístico-histórico de España y sus posesiones de Ultramar de Pascual Madoz, con las siguientes palabras:

PETRIQUIZ: desp. en la prov. de Alava, part. jud. de Vitoria: está sit. hácia el O. y confines del lug. de Arcaute. Consta que existia en el siglo X, pues se hace mencion de él en el catálogo que de los de esta prov. se formó en aquel sitio y se conservó en el archivo de San Millan. Se llamó Betriquiz ó Betriguiz; y era uno de los 43 que se agregaron á Vitoria por D. Alonso XI en el año 1332.
(Madoz, 1849, p. 824)

Actualmente sus tierras son conocidas con el topónimo de Petrukiz.